# پیتربورو (نیویورک)
پیتربورو (به انگلیسی: Peterboro) یک منطقهٔ مسکونی در ایالات متحده آمریکا است که در نیویورک واقع شده‌است. پیتربورو ۳۹۵٫۰۳ متر بالاتر از سطح دریا واقع شده‌است.